# Anchiano

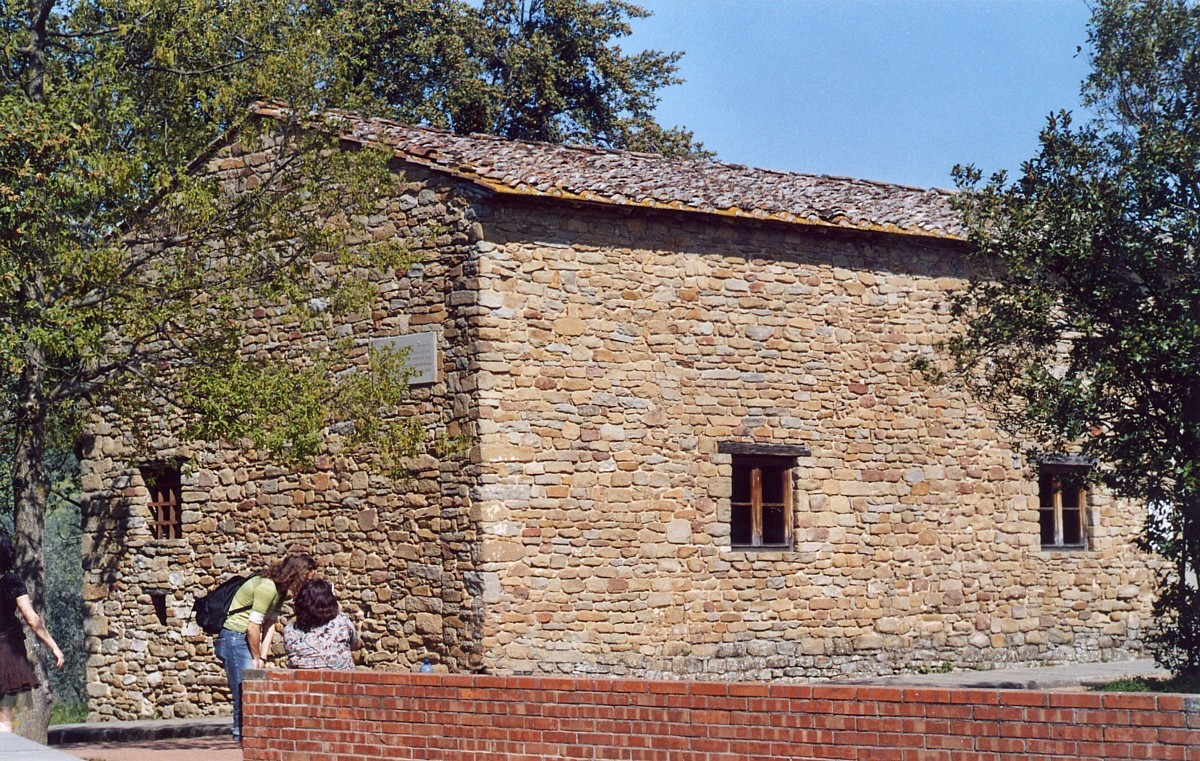
Casa de Leonardo da Vinci.

Anchiano es un pueblo del municipio de Vinci, cercano a Florencia, Italia.
Según algunos historiadores Leonardo da Vinci nació en el caserío de Anchiano, para otros fue en el pueblo de Vinci. La casa donde nació Leonardo Da Vinci se sitúa entre Anchiano y Faltognano, a 3 kilómetros de Vinci.
Anchiano es una aldea pequeña del Montalbano en la Toscana. Desde el 1932 el Montalbano pertenece a la zona vinìcola del Chianti Montalbano. Es un área rural con pocas casas. Los paisajes de Anchiano permanecen iguales a como eran en tiempos de Leonardo: debido a la falta de urbanización en esta área no ha habido cambios a lo largo de los siglos. 
La economía del pueblo se basa en viñedos y olivos, que dominan el paisaje costero con frondosos bosques de pino y eucalipto. 